# Baikiaea plurijuga

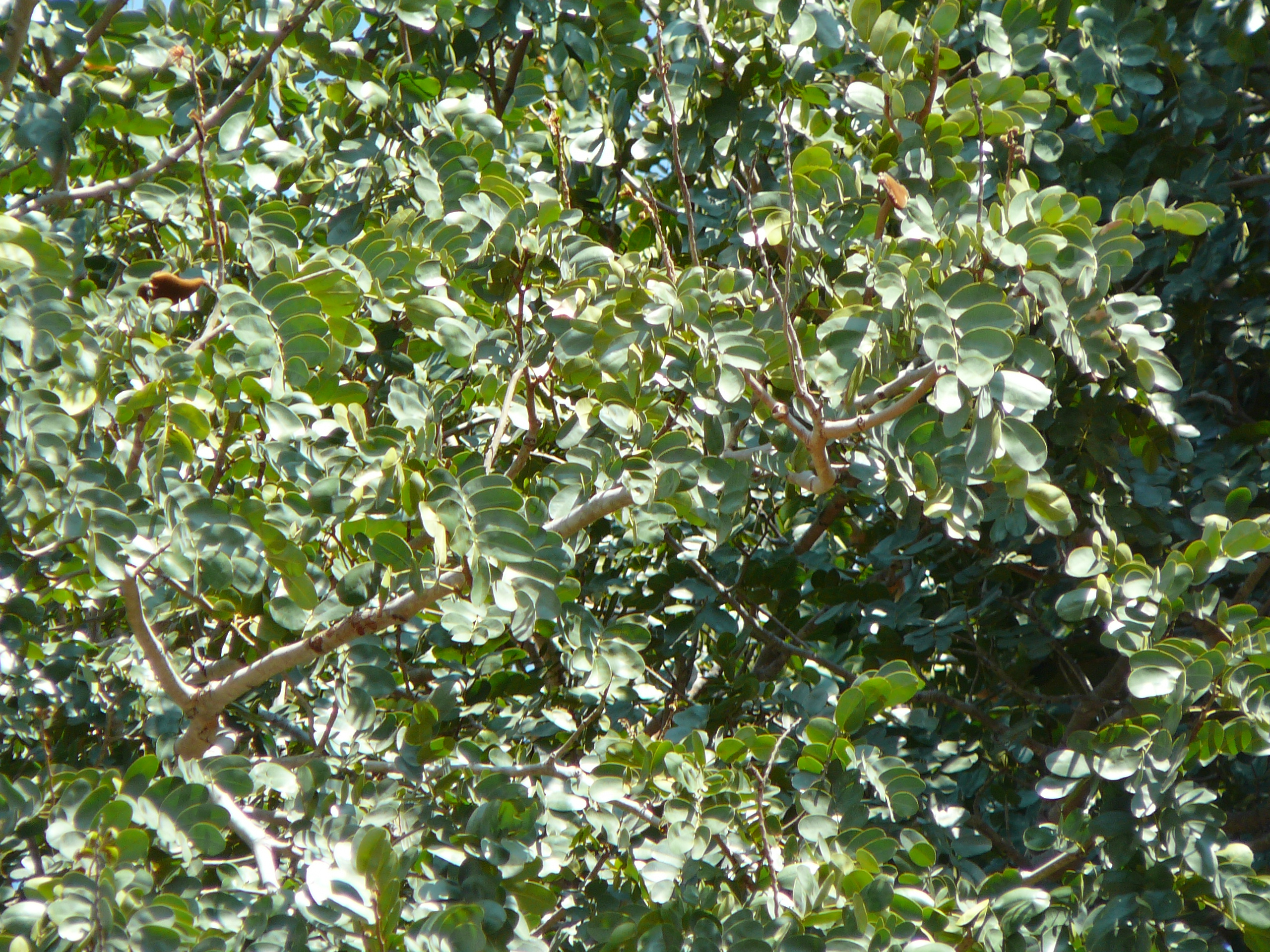
Větve B. plurijuga

Baikiaea plurijuga je druh dřeviny z čeledi bobovité. Je to poloopadavý, až 20 metrů vysoký strom se sudozpeřenými listy a dvoustranně souměrnými, růžovými až purpurovými květy s pomačkanými korunními lístky a žlutými tyčinkami. Plody jsou dřevnaté, ploché, explozivně se otevírající lusky. Druh je rozšířen na písčitých podkladech v tropické jižní Africe a v některých oblastech tvoří dominantní složku lesních porostů a stromových savan. Je zdrojem kvalitního, ceněného, červenohnědě zbarveného dřeva, známého nejčastěji pod názvem rhodesian teak. Má též význam v domorodé medicíně a občas i pěstován v tropech jako okrasná dřevina.

## Popis
Baikiaea plurijuga je poloopadavý, pomalu rostoucí strom, dorůstající výšky až 20 metrů a šířky kmene až 120 cm. Koruna je rozložitá, hustá a bohatě větvená. Borka je nejčastěji hrubá a síťovitě rozpukaná. Listy jsou sudozpeřené, asi 5 až 10 cm dlouhé, složené ze 4 až 5 párů úzce eliptických lístků. Palisty jsou vlnaté, až 9 mm dlouhé. Květy jsou dvoustranně souměrné, oboupohlavné, stopkaté, uspořádané v až 35 cm dlouhých hroznech. Květy i listy jsou celkově menší než u jiných druhů rodu. Kalich je čtyřčetný, kožovitý, 15 až 20 mm dlouhý, na vnější straně rezavě plstnatý, s jedním lístkem větším než ostatní. Koruna je světle růžová až purpurová, asi 3 cm dlouhá a 2,5 cm široká, složená z 5 obvejčitě lžicovitých, pomačkaných korunních lístků. Tyčinek je 10, jsou žluté a nápadné. Jedna z nich je volná, zbývající v dolní části srostlé do skupinky. Semeník je velmi krátce stopkatý, až 1,5 cm dlouhý, zploštělý, plstnatý, nesoucí protáhlou, až 2,5 cm dlouhou čnělku. Plodem je dřevnatý, zploštělý, obkopinatý lusk dosahující délky 9 až 14 cm a šířky 3,5 až 4,5 cm. Plody jsou na povrchu rezavě pýřité až plstnaté. Chlopně plodu se po puknutí spirálně svinují. Semena jsou tmavě hnědá, silně zploštělá, lesklá, asi 2 cm dlouhá.

## Rozšíření
Druh roste v jižní tropické Africe na kalaharských píscích na území jihovýchodní a jižní Angoly, Botswany, severovýchodní Namibie, jihozápadní Zambie a západního Zimbabwe. Vyskytuje se v suchých opadavých lesích a v savanových lesích v nadmořských výškách od 900 do 1200 metrů. Perioda sucha trvá v těchto oblastech 6 až 8 měsíců. Nezřídka je dominantní dřevinou a vytváří souvislé řídké či hustší porosty. Roste na hlubokých, chudých, písčitých půdách.
Porosty s B. plurijuga jsou součástí 2 ekoregionů, označovaných jako Kalahari Acacia-Baikiaea Woodland a Zambezian Baikiaea woodlands.
V pozdních třetihorách byl celý tento region součástí jihoafrické pouště.

### Zambezian Baikiaea woodlands

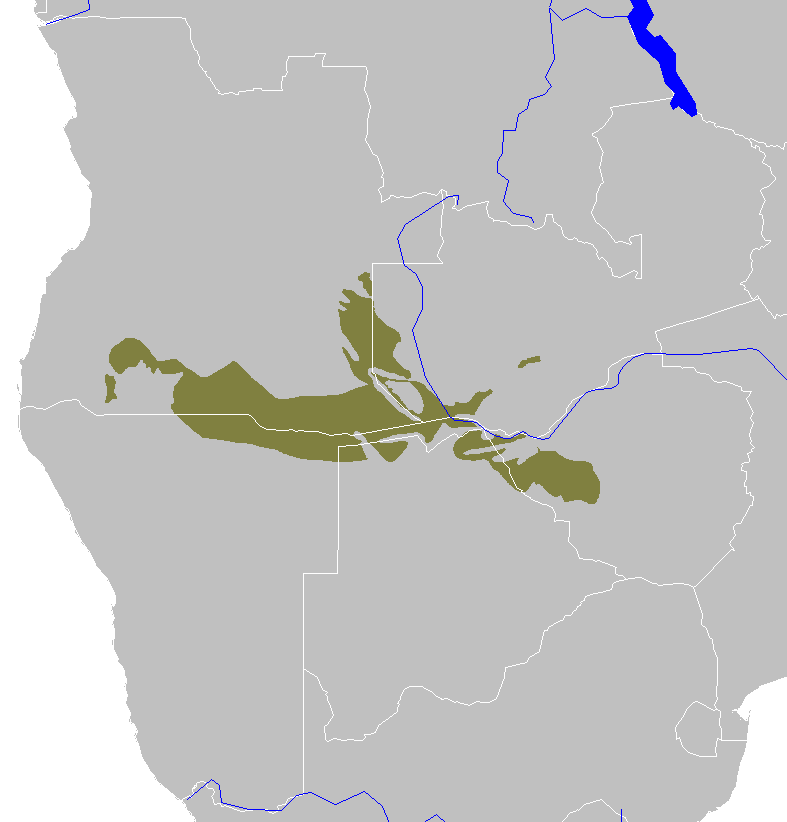
Mapa ekoregionu Zambezian Baikiaea woodlands

V severní části areálu je B. plurijuga složkou suchých tropických opadavých lesů, označovaných jako Zambezian Baikiaea woodlands. Ve většině oblastí daného ekoregionu tento druh dominuje a vytváří hustý zapojený lesní porost o výšce až 20 metrů, v některých částech je ve stromovém patru hojně zastoupen též křídlok Pterocarpus stevensonii (bobovité). Podrost je v této vegetaci silně vyvinutý a je tvořený zejména různými liánami a keři: uzlence (Combretum), vrcholáky (Terminalia), kulčiby (Strychnos), ochna (Ochna), parinari (Parinari), krutikvět (Strophanthus), Canthium, Popowia, Pteleopsis, Diplorhynchus a četné bobovité (dalbergie, křídloky, dialium, kopaiva, bauhínie, akácie, Guibourtea, Baphia, Burkea aj.).
V některých oblastech je podrost téměř neprostupný. Povrch půdy je pokrytý spadanými listy, bylinný podrost téměř chybí a objevuje se pouze v období dešťů. Epifyty a mechy v podstatě chybějí. Dochovaných původních lesů tohoto typu je menšina, na většině území byly narušeny zejména požáry, korunní patro těchto degradovaných lesů je rozvolněné a bylinný a travinný podrost je v nich četnější. Svým charakterem připomínají tyto narušené porosty jižnější a sušší ekosystém, Kalahari Acacia-Baikiaea woodland. Na severu na oblast těchto lesů navazují lesy s převažujícími dřevinami rodu brachystegie (Brachystegia) a Isoberlinia, odkud byl druh Baikiaea plurijuga pravděpodobně vytlačen konkurenčně silnějšími druhy.

### Kalahari Acacia-Baikiaea woodland

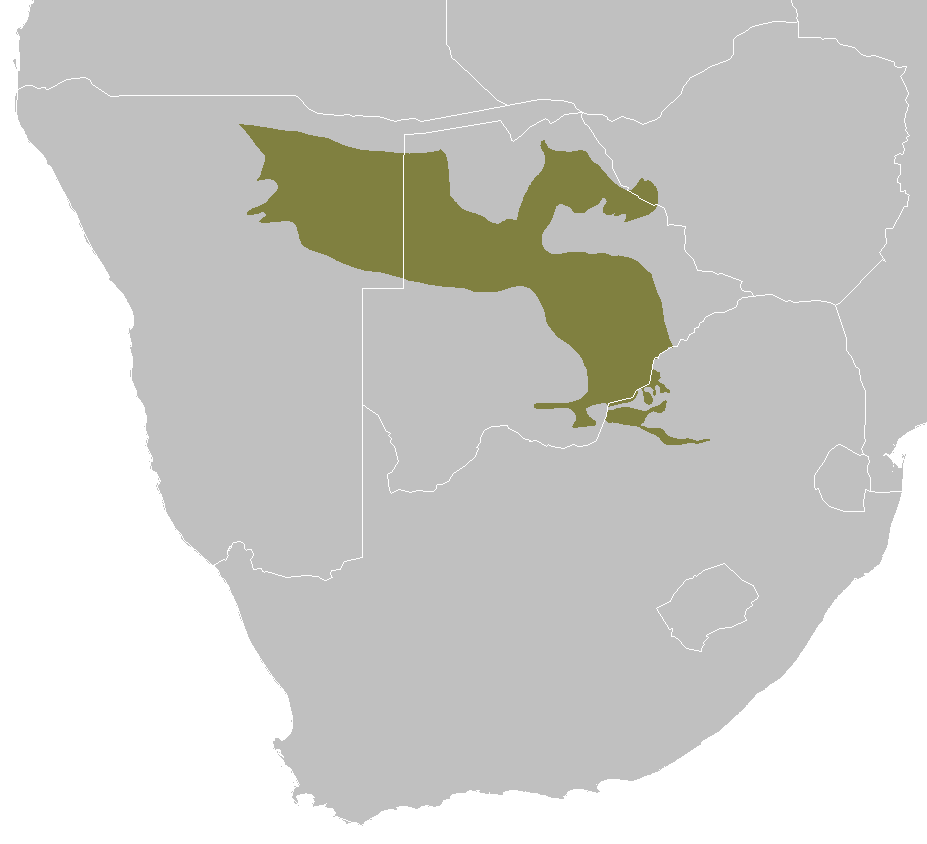
Mapa ekoregionu Kalahari Acacia-Baikiaea woodland

Jižní část areálu B. plurijuga tvoří v podstatě savanový les. Je tvořen dřevinami roztroušenými v hojném travinném podrostu. V některých oblastech stromovému patru dominuje B. plurijuga a podrost je tvořený keřovitými, nepopínavými druhy (Bauhinia macrantha, Baphia obovata, Popowia obovata), jinde převažuje smíšený les, kde tento druh roste zejména spolu s druhy Copaifera coleosperma, Burkea, křídlok (Pterocarpus), Ricinodendron rautanenii, případně i Pteleopsis anisoptera či Brachystegia spiciformis. Na jihu na areál daného druhu navazuje poušť Kalahari, kde je výskyt B. plurijuga omezen nedostatkem srážek. Na jihovýchodě se mění geologické podloží a navazují zejména mopanové lesy a savany.

## Ekologické interakce
Květy jsou opylovány hmyzem. Dřevina je zejména v zapojeném porostu poměrně odolná vůči periodickým požárům vegetace. I dvouleté semenáče jsou schopny po zničení nadzemní části ohněm znovu obrazit z kořene. Porosty jsou nejvíce poškozovány pozdními požáry, objevujícími se v pokročilém období sucha. Na rozdíl od většiny ostatních bobovitých nemá na kořenech hlízkové bakterie fixující vzdušný dusík. Strom kvete každoročně, bohatá násada plodů má periodu 2 až 4 let. Semena jsou z pukajících plodů vystřelována na vzdálenost asi 30 metrů. Ptáci ani zvířata k šíření semen příliš nepřispívají, neboť je při konzumaci zničí. Semena jsou téměř ze 100 % klíčivá a klíčí záhy po příchodu období dešťů. Semenáč vyráží dlouhý hlavní kořen, který ke konci období dešťů již dosahuje do hloubky přes 2,5 metru, čímž uniká kompetici o vláhu s podrostovými druhy. Kořeny vzrostlých exemplářů dosahují značné hloubky. Při pokusech bylo kopáno do hloubky až 9 metrů, aniž by se dosáhlo konce kořene. Semena a mladé semenáče jsou ve velkém množství shromažďována hlodavci, kteří je uskladňují jako zásobu potravy na období sucha.

## Ohrožení
Porosty s Baikiaea plurijuga byly vesměs silně narušeny těžbou dřeva, která velmi zintenzivněla zejména v horizontu posledních 50 let. Výskyt starých exemplářů je v těchto lesích již poměrně řídký a převažuje porost s nezapojeným korunním patrem, který je více ohrožován požáry. Na původních místech výskytu je však druh schopen přirozené regenerace a není ani zařazen mezi ohrožené druhy.

## Význam
Strom je ekonomicky významný jako zdroj atraktivního a ceněného dřeva, které je považováno za jedno z nejlepších komerčních dřev. Nejčastěji je obchodováno pod názvy rhodesian teak nebo zambesian redwood. Jádrové dřevo je červenohnědě zbarvené s tmavými skvrnami či pásy a jemnou strukturou, ostře oddělené od světle hnědorůžové běli. Jádrové dřevo je tvrdé a těžké, velmi trvanlivé vůči rozkladu a dřevokaznému hmyzu, středně odolné vůči termitům. Opracování je vzhledem k tvrdosti a přítomnosti křemičitých tělísek poněkud obtížné a nástroje se při něm rychle otupují. Používá se zejména na mostní konstrukce, podlahy, železniční pražce, výdřevu dolů, nábytek a v některých oblastech i na ohrady. Většina vytěženého dřeva se vyváží, neboť je pro domorodé nástroje příliš tvrdé. Používá se také jako kvalitní palivo a poskytuje velmi výhřevné dřevěné uhlí.
Borka je užívána v místní medicíně při léčení syfilis a bolestí zubů, je zdrojem tříslovin a slouží k výrobě posilujících nápojů. Velká plochá semena používají domorodci jako korále. Květy jsou jedlé. Strom je poměrně pohledný a občas je v tropech pěstován jako okrasná dřevina.